# Брак в христианстве

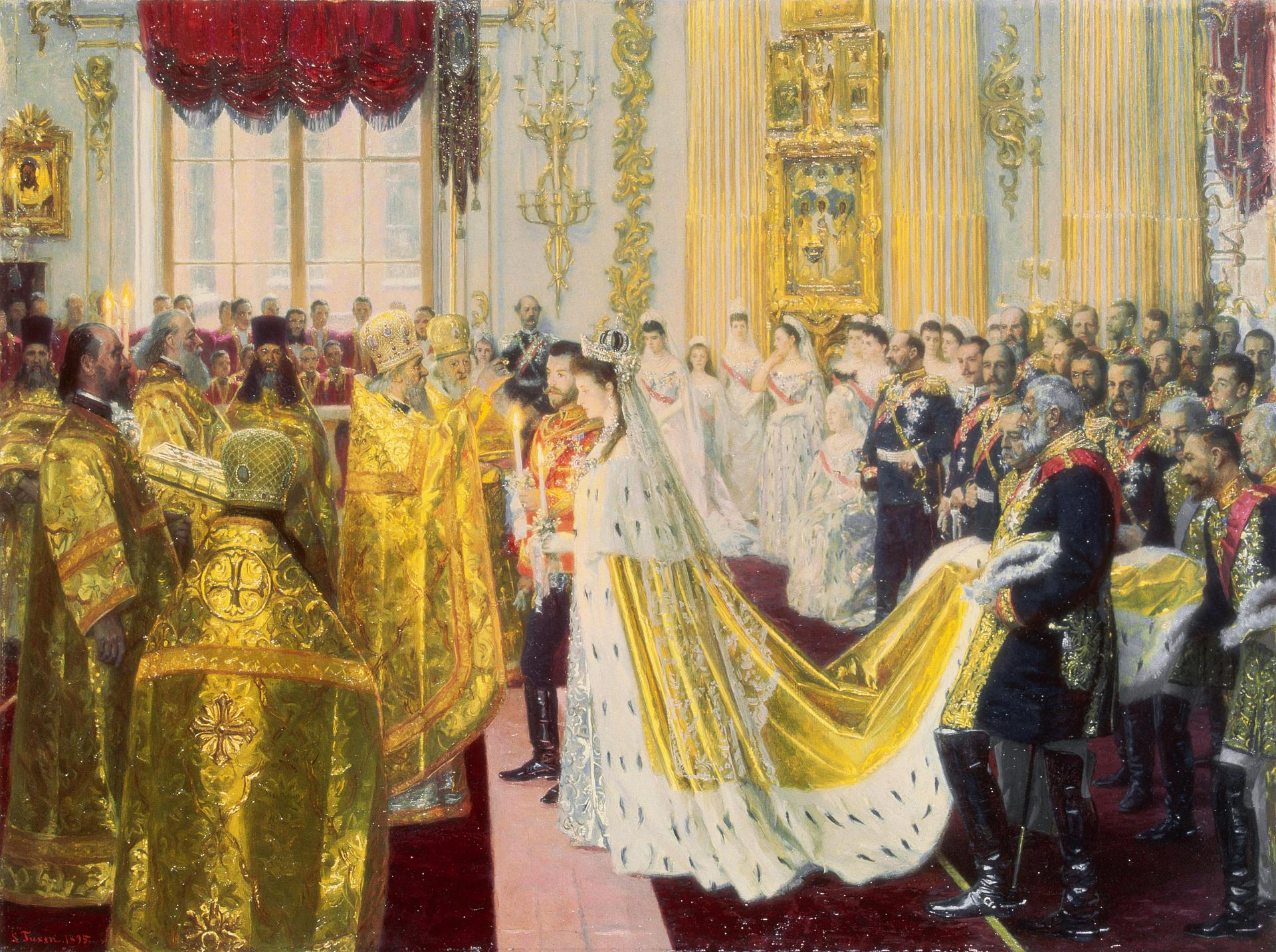
Венчание императора Николая II и великой княжны Александры Фёдоровны (1894).

Брак в христиа́нстве — в православии — таинство, соединяющее мужа и жену по образу таинственного союза Иисуса Христа с Церковью для полного неделимого общения жизни и низводящее на них дары Божией благодати, в католицизме — брачный союз, являющийся таинством, посредством которого мужчина и женщина устанавливают между собой общность всей жизни, по самой природе своей направленный ко благу супругов и к порождению и воспитанию потомства. Брак признаётся таинством и в древних восточных церквях. В протестантизме имеет место церковное благословение брака, совершаемое как обряд «браковенчания», однако такое благословение самими протестантами таинством не признаётся.
В Православной церкви и у нехалкидонитов венчание брака — основная часть чина церковного благословения брака, в католицизме венчание брака — церковный обряд, посредством которого совершается таинство брака.

## Основные сведения

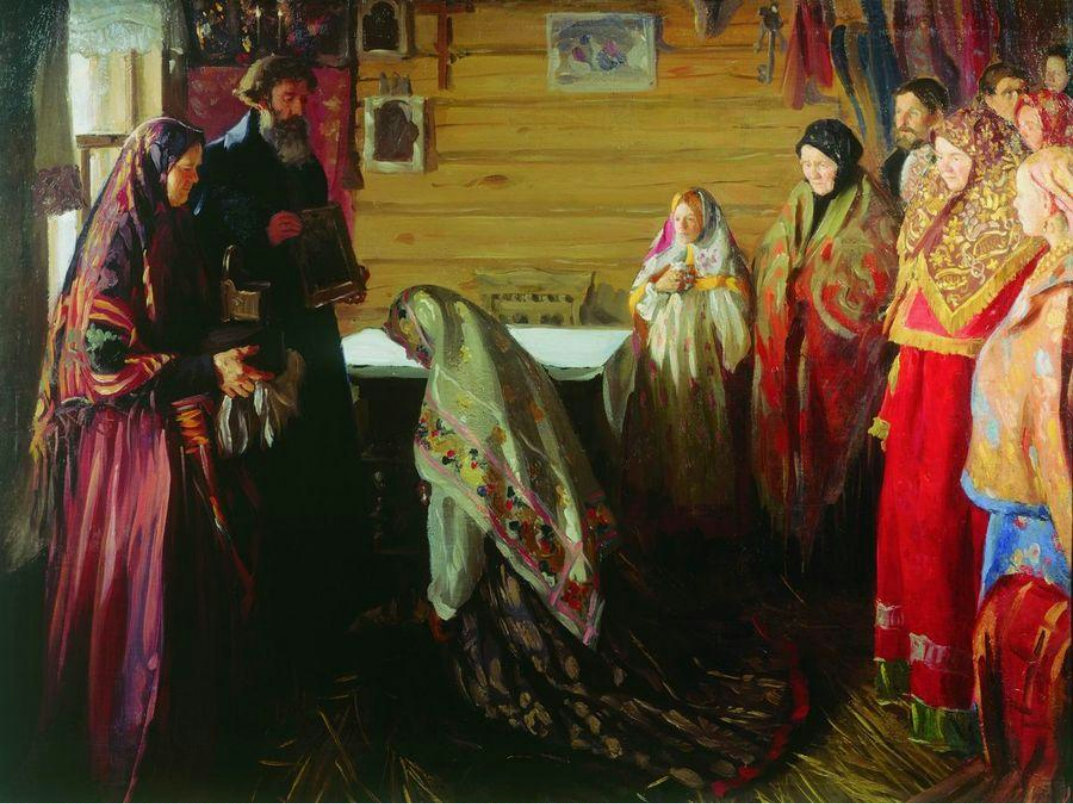
И. Куликов. Старинный обряд благословения невесты в городе Муроме. 1909

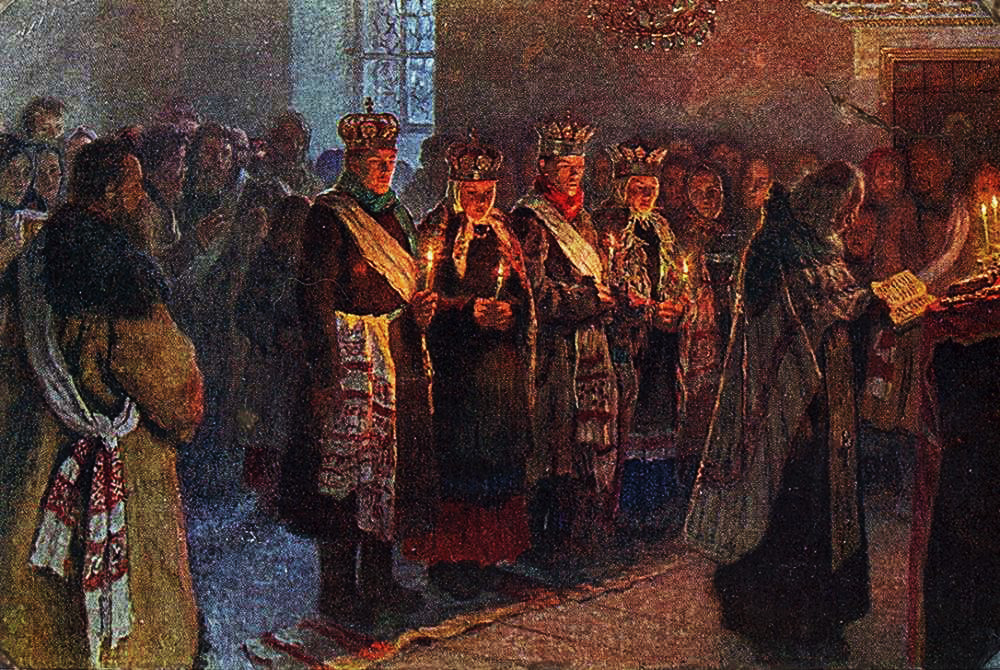
Н. П. Богданов-Бельский. Венчание. 1904

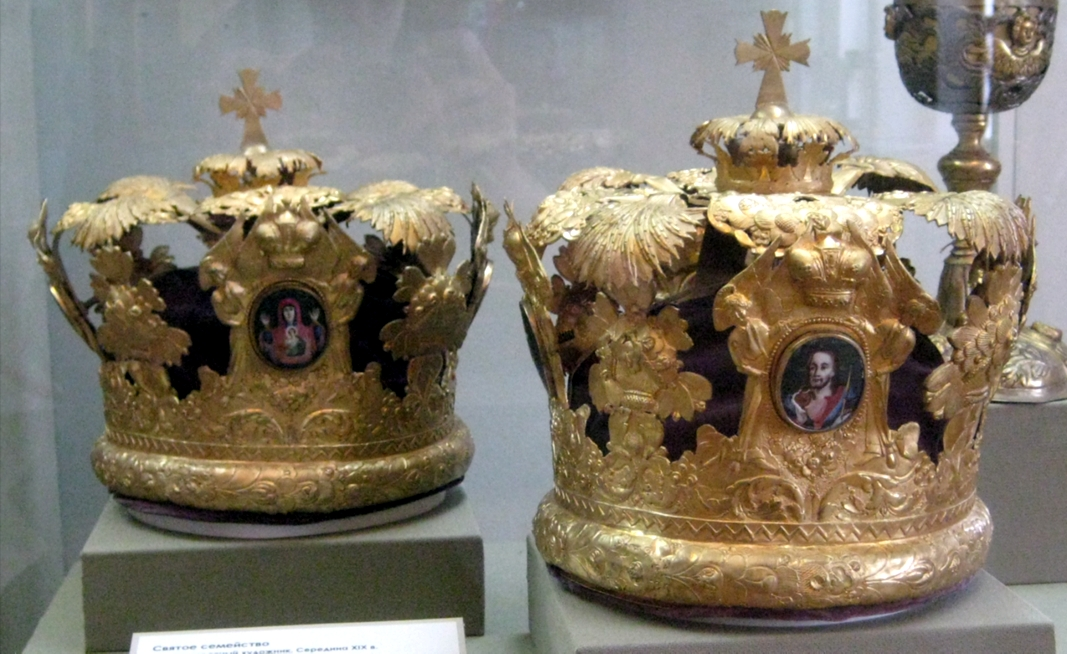
Церковные венцы

Брак — одно из христианских таинств, которое ведёт своё начало от ветхозаветных времён. Заповедь «плодитесь и размножайтесь» относится и к человеку, и к другим живым существам (Быт. 1:22,28), но только человеку заповедано составить «одну плоть» (Быт. 2:24).
Брак есть таинство, в котором при свободном, пред священником и Церковью обещании женихом и невестою взаимной супружеской верности, благословляется их супружеский союз, во образ духовного союза Христа с Церковью, и испрашивается им благодать чистого единодушия к благословенному рождению и христианскому воспитанию детей.
В Ветхом Завете вопросу брака посвящена вторая глава Книги Бытия, в которой так описывается брак:

И сказал Господь Бог: не хорошо быть человеку одному; сотворим ему помощника, соответственного ему.
Господь Бог образовал из земли всех животных полевых и всех птиц небесных, и привел к человеку, чтобы видеть, как он назовет их, и чтобы, как наречет человек всякую душу живую, так и было имя ей.
И нарек человек имена всем скотам и птицам небесным и всем зверям полевым; но для человека не нашлось помощника, подобного ему.
И навел Господь Бог на человека крепкий сон; и, когда он уснул, взял одно из ребр его, и закрыл то место плотию.
И создал Господь Бог из ребра, взятого у человека, жену, и привел её к человеку.
И сказал человек: вот, это кость от костей моих и плоть от плоти моей; она будет называться женою, ибо взята от мужа.
Потому оставит человек отца своего и мать свою и прилепится к жене своей; и будут одна плоть.
И были оба наги, Адам и жена его, и не стыдились.
— Быт. 2:18—25
В Новом Завете о браке упоминал Иисус Христос:

И приступили к Нему фарисеи и, искушая Его, говорили Ему: по всякой ли причине позволительно человеку разводиться с женою своею?
Он сказал им в ответ: не читали ли вы, что Сотворивший вначале мужчину и женщину сотворил их?
И сказал: посему оставит человек отца и мать и прилепится к жене своей, и будут два одною плотью,
так что они уже не двое, но одна плоть. Итак, что Бог сочетал, того человек да не разлучает.
Они говорят Ему: как же Моисей заповедал давать разводное письмо и разводиться с нею?
Он говорит им: Моисей по жестокосердию вашему позволил вам разводиться с женами вашими, а сначала не было так;
но Я говорю вам: кто разведется с женою своею не за прелюбодеяние и женится на другой, тот прелюбодействует; и женившийся на разведенной прелюбодействует...
Говорят Ему ученики Его: если такова обязанность человека к жене, то лучше не жениться.
Он же сказал им: не все вмещают слово сие, но кому дано.
— Мф. 19:3—11
Святитель Иоанн Златоуст в «Книге о девстве» писал, что брак «есть пристань целомудрия для желающих хорошо пользоваться им, не позволяя неистовствовать природе», при этом он считал, что девство лучше брака, причём насколько лучше, «насколько небо лучше земли, и Ангелы – людей».
Русская православная церковь выразила своё отношение к браку в «Основах социальной концепции»:

Различие между полами есть особый дар Творца созданным Им людям. «И сотворил Бог человека по образу Своему, по образу Божию сотворил его; мужчину и женщину сотворил их» (Быт. 1. 27). Будучи в равной степени носителями образа Божия и человеческого достоинства, мужчина и женщина созданы для целостного единения друг с другом в любви: «Потому оставит человек отца своего и мать свою, и прилепится к жене своей; и будут два одна плоть» (Быт. 2. 24). Воплощая изначальную волю Господа о творении, благословенный Им супружеский союз становится средством продолжения и умножения человеческого рода: «И благословил их Бог, и сказал им Бог: плодитесь и размножайтесь, и наполняйте землю, и обладайте ею» (Быт. 1. 28). Особенности полов не сводятся к различиям телесного устроения. Мужчина и женщина являют собой два различных образа существования в едином человечестве. Они нуждаются в общении и взаимном восполнении. Однако в падшем мире отношения полов могут извращаться, переставая быть выражением богоданной любви и вырождаясь в проявление греховного пристрастия падшего человека к своему «я».
Для христиан брак стал, по слову святителя Иоанна Златоуста, «таинством любви», вечным единением супругов друг с другом во Христе.
— Основы социальной концепции Русской православной церкви
Брак в христианстве — это продолжение богоустановленного ветхозаветного брака, но имеющего новое духовно-нравственное содержание. Если в Ветхом Завете и иудаизме, считалось терпимым многоженство, наличие наложниц у супруга, действовал закон левирата, разрешался развод, то в христианском браке многоженство, наложницы, развод без установленных причин, являются грехом.
Согласно христианскому вероучению, супружество благословил Иисус Христос, когда совершил первое чудо на браке в Кане Галилейской, претворив воду в вино (Ин. 2:1—11).

## Брак согласно Новому Завету
Церковь через послание апостола Павла называет брак великой «тайной», сравнивая соединение супругов в христианском браке с соединением Христа с Церковью:

Посему оставит человек отца своего и мать и прилепится к жене своей, и будут двое одна плоть. Тайна сия велика; я говорю по отношению ко Христу и к Церкви.
— Еф. 5:31, 32
Согласно христианскому вероучению, супруга должна повиноваться мужу, а муж должен любить жену как Христос возлюбил Церковь и предал Себя за неё:

Жены, повинуйтесь своим мужьям, как Господу, потому что муж есть глава жены, как и Христос глава Церкви, и Он же Спаситель тела. Но как Церковь повинуется Христу, так и жены своим мужьям во всем. Мужья, любите своих жен, как и Христос возлюбил Церковь и предал Себя за нее
— Еф. 5:22—25
В то же время апостол Павел ставит безбрачие выше брака:

Хорошо человеку не касаться женщины. Но, во избежание блуда, каждый имей свою жену, и каждая имей своего мужа… Ибо желаю, чтобы все люди были, как и я; но каждый имеет свое дарование от Бога, один так, другой иначе. Безбрачным же и вдовам говорю: хорошо им оставаться, как я. 
 Относительно девства я не имею повеления Господня, а даю совет, как получивший от Господа милость быть Ему верным. По настоящей нужде за лучшее признаю́, что хорошо человеку оставаться та́к… Впрочем, если и женишься, не согрешишь; и если девица выйдет замуж, не согрешит. Но таковые будут иметь скорби по плоти; а мне вас жаль.
— 1Кор. 7:1, 2, 7, 8, 25, 26, 28
О запрете развода, в том числе с неверующим человеком, писал апостол Павел:

Вступившим в брак не я повелеваю, а Господь: жене не разводиться с мужем, если же разведется, то должна оставаться безбрачною, или примириться с мужем своим, — и мужу не оставлять жены своей. Прочим же я говорю, а не Господь: если какой брат имеет жену неверующую, и она согласна жить с ним, то он не должен оставлять ее; и жена, которая имеет мужа неверующего, и он согласен жить с нею, не должна оставлять его. 
— 1Кор. 7:10—13
В Евангелии Иисус Христос повторяет слова седьмой заповеди, данной Моисею: «не прелюбодействуй» о том, что христиане должны хранить супружескую верность:

Я говорю вам: кто разведется с женою своею не за прелюбодеяние и женится на другой, тот прелюбодействует; и женившийся на разведенной прелюбодействует.
— Мф. 19:9
Нравственное содержание брака заключается, по учению апостола Петра, в самопожертвовании:

Также и вы, жены, повинуйтесь своим мужьям, чтобы те из них, которые не покоряются слову, житием жен своих без слова приобретаемы были, когда увидят ваше чистое, богобоязненное житие. Да будет украшением вашим не внешнее плетение волос, не золотые уборы или нарядность в одежде, но сокровенный сердца человек в нетленной красоте кроткого и молчаливого духа, что драгоценно пред Богом... Также и вы, мужья, обращайтесь благоразумно с женами, как с немощнейшим сосудом, оказывая им честь, как сонаследницам благодатной жизни, дабы не было вам препятствия в молитвах.
— 1Петр. 3:1—4, 7

## История христианского брака
Согласно христианскому вероучению, брак, или супружество мужа и жены Бог благословил ещё в раю, когда сотворил для Адама из его ребра Еву, в качестве помощника ему, и заповедал жене быть в послушании у мужа и заповедал им размножаться (Быт. 1:27, 28, Быт. 2:20—24).
В первые века христианства церковный брак заключался в благословении церковью, которое получали жених и невеста через епископа, позднее через пресвитеров. О его  необходимом участии в обряде бракосочетания  писал ещё в конце I — в начале II века Игнатий Богоносец в Послании к Поликарпу:
А те, которые женятся и выходят замуж, должны вступать в союз с согласия епископа, чтобы брак был о Господе, а не по похоти. Пусть всё будет во славу Божию.
Вступая в брак жених и невеста давали перед священником обещание в супружеской верности, после чего священник давал благословение на рождение и христианское воспитание детей. О том, что священник давал благословение на супружество в древности свидетельствовали Василий Великий, Григорий Богослов, Иоанн Златоуст, Мефодий Патарский.
По свидетельству Тертуллиана (II—III век), браки, не объявленные церковной общине, приравнивались в Церкви к блуду и прелюбодеянию. Он сообщал, что брак «скрепленный Церковью, подтвержденный жертвоприношением [Евхаристией], запечатлевается благословением». Это являлось древнейшей формой совершения таинства брака. Таким образом, христиане вступали в брак через церковное благословение и принятый в римском государстве юридический договор.
Армянская Церковь признала необходимость церковного обряда для действительности брака — 7-й канон Шахапиванского Собора 444 года.
89-я новелла Льва VI Мудрого (около 895 года), предписывавшая заключать брак только с церковного благословения, касалась лишь свободных лиц, то есть, не рабов. В 1092 году император Алексей I Комнин распространил необходимость церковного благословения брака и на рабов и объявил венчание обязательным для вступающих в брак.
Окончательное запрещение заключения брака без ведома и благословения приходского священника последовало при императоре Андронике II Палеологе (1282—1328) и Патриархе Афанасии I (1289—1293; 1303—1309). Браку предшествовало обручение, воспринимавшееся как церковное благословение.
Из Канонических ответов митрополита Киевского Иоанна II (1078—1089) видно, что простой русский народ какое-то время считал венчание принадлежностью брака князей и бояр, продолжая придерживаться при вступлении в брак языческих обычаев умыкания невест.
На Руси, как и в Византии, заключение брака начиналось обращением жениха и невесты к архиерею с прошением благословить их брак. В синодальную эпоху в России венчать брак мог только приходской священник жениха или невесты. Венчание лиц из другого прихода допускалось лишь при наличии для этого оснований. Декрет об отделении Церкви от государства, изданный в 1918 году, лишил церковный брак юридической силы, оставив верующим право принимать церковное благословение на брак после его регистрации в органах ЗАГСа.
Священный Синод Русской православной церкви 28 декабря 1998 года с сожалением отметил, что «некоторые духовники объявляют незаконным гражданский брак (т. е. брак, заключенный в ЗАГСе) или требуют расторжения брака между супругами, прожившими много лет вместе, но в силу тех или иных обстоятельств не совершившими венчание в храме… Некоторые пастыри-духовники не допускают к причастию лиц, живущих в “невенчанном” браке, отождествляя таковой брак с блудом». В принятом Синодом определении указано: «Настаивая на необходимости церковного брака, напомнить пастырям о том, что Православная Церковь с уважением относится к гражданскому браку».
В России в настоящее время церковный брак лишён гражданской юридической силы. Священник совершает таинство брака только после того, как будет оформлен гражданский брак в ЗАГСе. При этом во многих случаях гражданский брак регистрируется при наличии несомненных препятствий к церковному браку: например, брак после расторжения четвертого брака, брак при наличии кровного родства, к примеру, в 4-й степени, при наличии свойства, хотя бы и в 1-й степени. Таким образом, священник или епископ не могут принимать решение о допустимости венчания во всех тех случаях, когда существует гражданский брак.

## Брак и деторождение
Святитель Иоанн Златоуст (IV век) считал, что у брака две цели: «чтобы мы жили целомудренно и чтобы делались отцами; но главнейшая из этих двух целей — целомудрие». Преподобный Исидор Пелусиот (IV—V век) писал, что «брак полезен и необходим, если имеет в виду чадородие, а не сладострастие».
В Основах социальной концепции Русской православной церкви 2000 года утверждается, что «будучи в равной степени носителями образа Божия и человеческого достоинства, мужчина и женщина созданы для целостного единения друг с другом в любви», при этом брак становится средством продолжения и умножения человеческого рода, «плодом их <мужчины и женщины> любви и общности становятся дети, рождение и воспитание которых, по православному учению, является одной из важнейших целей брака… Продолжение человеческого рода является одной из основных целей христианского брачного союза. Намеренный отказ от рождения детей из эгоистических побуждений обесценивает брак и является несомненным грехом».
Однако православный богослов М. Григоревский (XIX—XX век) писал: «Главною целью христианского брака является не рождение детей, как во внехристианском браке, но внутреннее духовное восполнение одной личности другою, взаимное содействие в целях гармонического течения земной жизни и нравственного совершенствования. Чадорождение — второстепенная цель брачного союза».
Православные протоиереи Иоанн Мейендорф и Владимир Воробьёв считали, что учение о браке в Новом Завете отличается от ветхозаветного, в котором брак имел значение лишь как средство продолжения рода, тем, что основной смысл брака видится в любви и вечном единстве супругов.
Архимандриты Алипий (Кастальский) и Исайя (Белов) считали, что «благодаря браку, человек не только сохранил способность к биологическому выживанию, он не только получил утешение иметь потомство, которое само по себе превозмогает болезни чадородия (Ин. 16:21), но, самое главное, – падшему человеку сразу по грехопадении было обещано, что из его потомства произойдет Спаситель, Который разорвет этот порочный круг греховной жизни (Быт. 3:5)».
Румынский архимандрит Клеопа (Илие) считал, что главная цель христианского брака, согласно заповеди Божией (Быт. 1:28, 2:16—24) и учению Православной церкви, — это сочетание в любви двух супругов во имя Божие для рождения детей, ради умножения человеческого рода. Затем, взаимная помощь супругов для облегчения жизни, плотское воздержание и предотвращение блуда и безнравственности. Рождение и воспитание детей — самая главная обязанность супругов, соединившихся браком.
Конституция II Ватиканского Собора Католической Церкви «Gaudium et Spes» 1965 года и Катехизис Католической церкви 1992 года утверждают: «По своему естественному характеру сам брачный институт и супружеская любовь предназначены для рождения и воспитания потомства, которым они и увенчиваются».
Энциклика «Humanae vitae» папы Павла VI 1968 года и Катехизис Католической церкви 1992 года утверждают, что «всякий супружеский акт должен сам по себе оставаться предназначенным для воспроизводства человеческой жизни».
Согласно Кодексу канонического права Римско-католической церкви 1983 года, «брачный союз, посредством которого мужчина и женщина устанавливают между собою общность всей жизни, по самой природе своей направлен ко благу супругов, а также к порождению и воспитанию потомства». Брак считается завершенным, если «супруги по-человечески совершили между
собою супружеский акт, предназначенный сам по себе к порождению потомства».
Согласно Катехизису Католической церкви 1992 года, «в супружеском союзе осуществляется двойная цель брака: благо самих супругов и передача жизни», неразрывно связанные друг с другом, поэтому «супружеская любовь между мужчиной и женщиной подчиняется двойному требованию верности и плодородия».

## Брак и контрацепция
Православие
Изначально в Священном Писании допустимым признавалось лишь воздержание при условии взаимного согласия супругов (1Кор. 7:5). В православии применение абортивных контрацептивов категорически запрещено, поскольку это приравнивается к аборту. В «Основах социальной концепции Русской православной церкви» неабортивные средства прямо не называются допустимыми, но не приравниваются к абортивным. Определением Священного Синода Русской православной церкви от 28 декабря 1998 года духовникам указано на «недопустимость принуждения или
склонения пасомых вопреки их воле к следующим действиям и решениям: принятию монашества; несению какого-либо церковного послушания; внесению каких-либо пожертвований; вступлению в брак; разводу или отказу от вступления в брак, за исключением случаев, когда брак невозможен по каноническим причинам; отказу от супружеской жизни в браке».
Католицизм
Согласно Катехизису Католической церкви, осуждается применение противозачаточных средств, так как они «не выражают полной отдачи себя другому». В католицизме единственно допустимый способ планирования семьи предполагают более или менее длительные периоды воздержания, когда супруги, желая ответственно подойти к рождению детей, откладывают зачатие, воздерживаясь в благоприятные для зачатия дни.
Протестантизм
С 1930-е годов Англиканская церковь перестали считать контрацепцию грехом.

## Расторжение брака
Согласно Евангелию от Матфея, основанием для расторжения брака может быть грех прелюбодеяния одного из супругов  (Мф. 5:31, 32, 19:9).
Принципиальное положение христианства по отношению к браку — его нерасторжимость: Мк. 10:2-12. Согласно апостолу Павлу:

Безбрачным же и вдовам говорю: хорошо им оставаться, как я. Но если не [могут] воздержаться, пусть вступают в брак; ибо лучше вступить в брак, нежели разжигаться. А вступившим в брак не я повелеваю, а Господь: жене не разводиться с мужем, — если же разведется, то должна оставаться безбрачною, или примириться с мужем своим, — и мужу не оставлять жены [своей]. Прочим же я говорю, а не Господь: если какой брат имеет жену неверующую, и она согласна жить с ним, то он не должен оставлять ее; и жена, которая имеет мужа неверующего, и он согласен жить с нею, не должна оставлять его. Ибо неверующий муж освящается женою верующею, и жена неверующая освящается мужем верующим. Иначе дети ваши были бы нечисты, а теперь святы. Если же неверующий [хочет] развестись, пусть разводится; брат или сестра в таких [случаях] не связаны; к миру призвал нас Господь. Почему ты знаешь, жена, не спасешь ли мужа? Или ты, муж, почему знаешь, не спасешь ли жены?
— 1Кор. 7:8—16
В Российской империи расторжение брака на основании существующих законов производилось в церковном суде.
В 1918 году Поместный собор Российской православной церкви в «Определении о поводах к расторжению брачного союза, освященного Церковью» признал основанием для развода:
- отпадение от православия,
- прелюбодеяние,
- противоестественные пороки,
- неспособность к брачному сожитию, наступившую до брака или явившуюся следствием намеренного самокалечения,
- заболевание проказой или сифилисом,
- безвестное отсутствие (если продолжается не менее трех лет). Трехлетний срок сокращается до 2-х лет:
  - для супругов лиц, пропавших без вести в связи с военными действиями или под влиянием других стихийных народных бедствий,
  - для супругов лиц, находившихся на погибшем во время плавания морском судне и безвестно отсутствующих со времени его гибели.
- осуждение к наказанию, соединенному с лишением всех прав состояния,
- посягательство на жизнь или здоровье супруга или детей,
- снохачество,
- сводничество,
- извлечение выгод из непотребств супруга,
- вступление одного из супругов в новый брак,
- неизлечимая тяжкая душевная болезнь, устраняющая возможность продолжения брачной жизни, надлежащим образом доказанная,
- злонамеренное оставление одного супруга другим, если по постановлению церковного суда оно делает невозможным продолжение брачной жизни[10][33].

В 2000 году в Основах социальной концепции РПЦ в вопросе расторжения брака добавлены следующие причины:
- заболевание СПИДом,
- медицински засвидетельствованные хронический алкоголизм или наркомания,
- совершение женой аборта при несогласии мужа[10].

Однако, следует понимать, что никакого чина расторжения брака не существует. Есть только благословение на второй брак, которое необходимо получить у епископа, если человек после распада брака решил вновь создать семью.

## Повторный брак
Что касательно второбрачия, то ссылаясь на 87-е правило Василия Великого: «Вторы́й брак есть врачество́ проти́ву блуда́, а не напутствие сластолюбию», то есть «второй брак дозволен только во избежание блуда, а не для удовлетворения похоти».
Православная церковь допускает второй брак вдовы (вдовца), если она (он) изъявит такое желание, так как, по словам апостола Павла, «жена связана законом, доколе жив муж ее; если же муж ее умрет, свободна выйти, за кого хочет, только в Господе», т. е. с единоверцами — христианами. «Но она блаженнее, если останется так, по моему совету; а думаю, и я имею Духа Божия» (1Кор. 7:39, 40).

Всего лучше — ожидать умершего мужа и соблюдать условия с ним, избрать воздержание и находиться при оставшихся детях, чтобы приобрести большее благоволение от Бога. Если же кто захочет вступить во второй брак, то нужно делать это с целомудрием, с честностью, согласно с законами, потому что и это дозволяется, а запрещается только блуд и прелюбодеяние.
— Святитель Иоанн Златоуст. Беседа на слова «Жена связана законом, доколе жив муж её».

Любовь к нему ты можешь сохранять и теперь так же, как и прежде; сила любви такова, что она объемлет, совокупляет и соединяет не только тех, которые находятся при нас или близко к нам, и которых мы видим, но и тех, которые удалены от нас; ни продолжительность времени, ни дальность расстояния, и ничто другое подобное не может прервать и прекратить душевную дружбу. Если же ты желаешь и видеть его лицом к лицу (я знаю, что ты весьма желаешь этого), то соблюди ложе его недоступным для другого мужа, постарайся сравняться с ним по жизни, и ты, конечно, отойдешь отсюда в один и тот же с ним лик, и будешь жить вместе с ним не пять лет, как здесь, не двадцать или сто, даже не тысячу или две, не десять тысяч или несколько десятитысячелетий, но беспредельные и бесконечные века. Наследование теми местами упокоения получается не по телесному родству, но по одинаковому образу жизни.
— Святитель Иоанн Златоуст. «Слово к молодой вдове».
В Основах социальной концепции Русской православной церкви сказано, что Церковь не поощряет второбрачия. Тем не менее после законного церковного развода, согласно каноническому праву, второй брак разрешается невиновному супругу. Лицам, первый брак которых распался и был расторгнут по их вине, вступление во второй брак дозволяется лишь при условии покаяния и выполнения епитимьи, наложенной в соответствии с каноническими правилами. Согласно святителю Василию Великому, «второбрачным назначают год, но иные – 2». В настоящее время эта норма не употребляется буквально.
В отношении третьего брака в 50-м правиле святителя Василия Великого сказано:
на троебрачие нет закона; посему третий брак не составляется по закону. На таковые дела взираем как на нечистоты в Церкви, но всенародному осуждению оных не подвергаем, как лучшие нежели распутное любодеяние.
На третий брак Церковь смотрит лишь как на принимаемое послабление, на лучшее, чем открытый блуд, и подвергает вступивших в него каноническим прещениям, однако не добивается его расторжения. Третий брак допускается лишь людям до 40 лет и отсутствия у них детей. Четвёртый и последующие браки не благословляются вообще.

## Браки с иноверцами

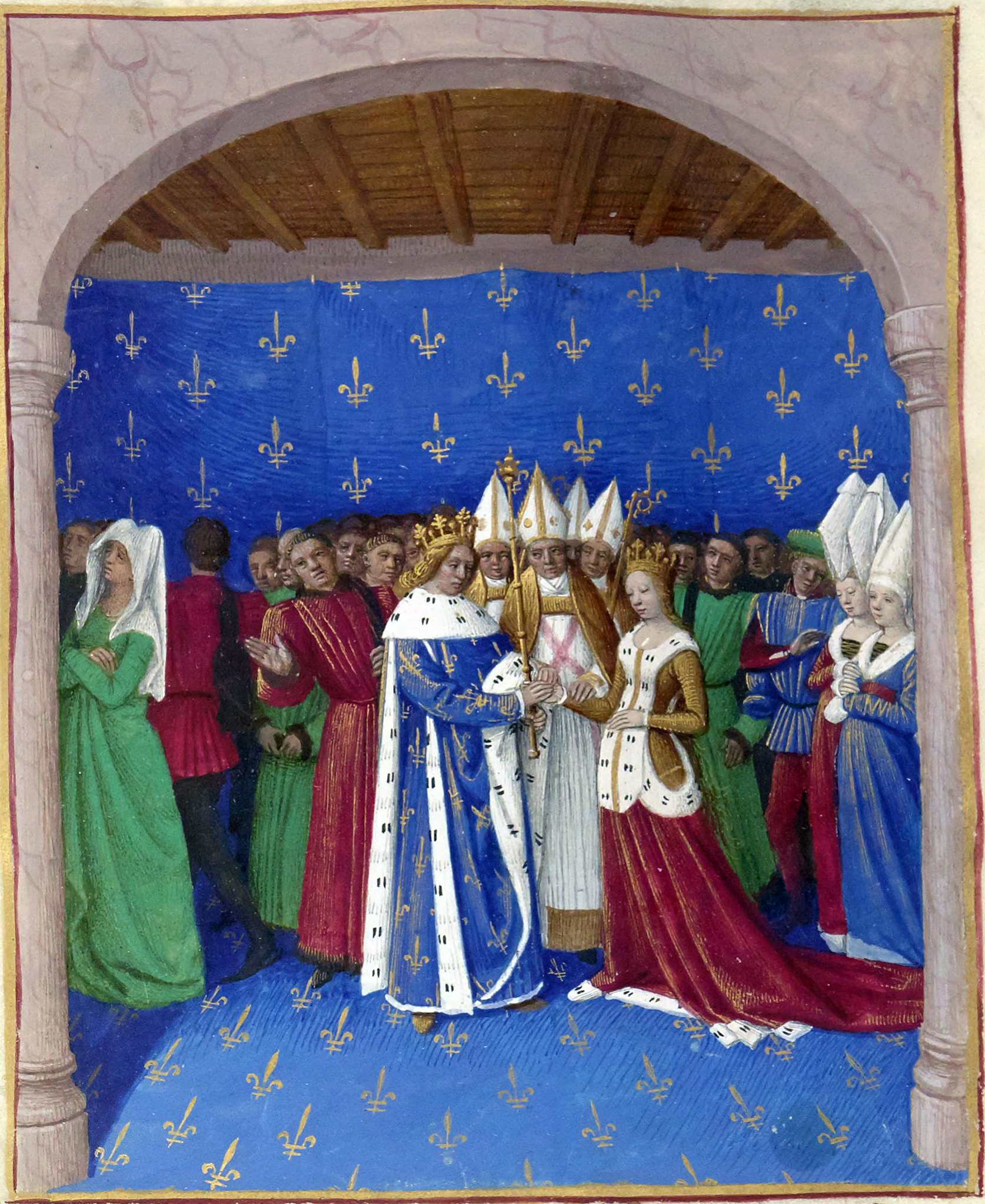
Браковенчание короля Карла IV. Миниатюра Жана Фуке из «Больших французских хроник». Около 1455 г.

Согласно 10-му правилу Лаодикийского собора: «не должно церковным, без разбора, совокупляти детей своих брачным союзом с еретиками». По толкованию священноисповедника Никодима Милаша, слово «без разбора» означает, что лаодикийские отцы воспрещают смешанный брак, допуская его лишь в том случае, если данное иноверное лицо даст обещание принять православную веру, то есть стать православным.
Согласно 72-му правилу Шестого Вселенского собора, запрещается православному (православной) вступать в брак с еретиком, в противном случае такое незаконное сожитие расторгать. За нарушение этого постановления подобается отлучение от Церкви. При этом, если супруги вступили в законный брак, не будучи православными, а затем один из них принял православие, а другой нет, причём неверная жена согласна жить с мужем верным, или неверный муж с женою верною, то они не разлучаются, согласно апостолу Павлу: «Ибо неверующий муж освящается женою верующею, и жена неверующая освящается мужем верующим» (1Кор. 7:14).
В России в досинодальную эпоху строго запрещались браки православных не только с нехристианами, но и с инославными. C 1721 года в России стали дозволяться браки православных с католиками, протестантами и армянами-григорианами. В синодальную эпоху браки православных с нехристианами также оставались запрещенными.
Высочайший указ от 17 (30) апреля 1905 года уравнивал в правах старообрядцев и сектантов с лицами инославных исповеданий в отношении заключения ими с православными смешанных браков.
В настольной книге для священно-церковнослужителей С. В. Булгакова 1913 года было написано, что

Действующие у нас постановления, допуская брак иностранца православного исповедания с русскою подданною того же исповедания (Св. Зак. X т., 1 ч., 1 ст.), вместе с тем дозволяют браки русских подданных мужского и женского пола православного исповедания с католиками, лютеранами, реформатами и с другими лицами христианских исповеданий, как состоящими, так и не состоящими в русском подданстве.
Требуется, чтобы везде, кроме Финляндии, лица других христианских исповеданий, вступающие в брак с лицами православными, дали священнику перед совершением брака подписку в том, что не будут ни поносить своих супругов за православие, ни склонять их чрез прельщение, угрозы или иным образом к принятию своей веры и что рождённые в этом браке дети крещены и воспитаны будут в правилах православного исповедания.
Венчание православных с неправославными непременно должно быть совершено православным священником в православной церкви, по правилам и обрядам православной веры.

В «Основах социальной концепции Русской Православной Церкви» 2000 года содержится следующее положение относительно смешанных браков: «В соответствии с древними каноническими предписаниями, Церковь и сегодня не освящает венчанием браки, заключенные между православными и нехристианами, одновременно признавая таковые в качестве законных и не считая пребывающих в них находящимися в блудном сожительстве. Исходя из соображений пастырской икономии, Русская Православная Церковь как в прошлом, так и сегодня находит возможным совершение браков православных христиан с католиками, членами Древних Восточных Церквей и протестантами, исповедующими веру в Триединого Бога, при условии благословения брака в Православной Церкви и воспитания детей в православной вере. Такой же практики на протяжении последних столетий придерживаются в большинстве Православных Церквей».